# Albo d'oro dei Campionati mondiali di sci nordico - Salto con gli sci
L'albo d'oro dei Campionati mondiali di sci nordico, relativamente al salto con gli sci, elenca tutti gli atleti e le squadre vincitori di medaglie nelle rassegne iridate, che si svolgono dal 1924 a cadenza variabile. Dal 1924 al 1984 i Campionati mondiali hanno coinciso, in tutto o in parte, con le gare di sci nordico ai Giochi olimpici invernali e nel salto con gli sci le medaglie olimpiche avevano anche valenza iridata.
Nel corso del tempo il numero delle gare iridate di salto con gli sci è progressivamente aumentato e dall'unica prova disputata a Chamonix 1924 si è giunti alle cinque di Oslo 2011. A lungo esclusivamente maschile, la specialità prevede competizioni iridate femminili a partire da Liberec 2009 e miste a partire da Val di Fiemme 2013.

## Formule di gara
La formula di gara più antica è quella detta "trampolino lungo"; la gara dal "trampolino normale" fu introdotta a Zakopane 1962. La gara a squadre dal trampolino lungo fu inserita nel programma ufficiale a partire da Oslo 1982; da Lahti 2001 si è iniziato a disputare anche una seconda gara a squadre, dal trampolino normale. A Liberec 2009 debuttò la prima prova femminile, l'individuale dal trampolino normale.

## Albo d'oro

### Uomini
| Edizione | Località                     | Trampolino lungo | Trampolino lungo           | Trampolino normale | Trampolino normale            | Gare a squadre dal trampolino lungo | Gare a squadre dal trampolino lungo | Gare a squadre dal trampolino normale | Gare a squadre dal trampolino normale |
| -------- | ---------------------------- | ---------------- | -------------------------- | ------------------ | ----------------------------- | ----------------------------------- | ----------------------------------- | ------------------------------------- | ------------------------------------- |
| 1924     | Chamonix                     | 1°               | Jacob Tullin Thams         | non disputata      | non disputata                 | non disputata                       | non disputata                       | non disputata                         | non disputata                         |
| 1924     | Chamonix                     | 2°               | Narve Bonna                | non disputata      | non disputata                 | non disputata                       | non disputata                       | non disputata                         | non disputata                         |
| 1924     | Chamonix                     | 3°               | Anders Haugen              | non disputata      | non disputata                 | non disputata                       | non disputata                       | non disputata                         | non disputata                         |
| 1925     | Johannisbad                  | 1°               | Willen Dick                | non disputata      | non disputata                 | non disputata                       | non disputata                       | non disputata                         | non disputata                         |
| 1925     | Johannisbad                  | 2°               | Henry Ljungmann            | non disputata      | non disputata                 | non disputata                       | non disputata                       | non disputata                         | non disputata                         |
| 1925     | Johannisbad                  | 3°               | František Wende            | non disputata      | non disputata                 | non disputata                       | non disputata                       | non disputata                         | non disputata                         |
| 1926     | Lahti                        | 1°               | Jacob Tullin Thams         | non disputata      | non disputata                 | non disputata                       | non disputata                       | non disputata                         | non disputata                         |
| 1926     | Lahti                        | 2°               | Otto Aasen                 | non disputata      | non disputata                 | non disputata                       | non disputata                       | non disputata                         | non disputata                         |
| 1926     | Lahti                        | 3°               | Georg Østerholt            | non disputata      | non disputata                 | non disputata                       | non disputata                       | non disputata                         | non disputata                         |
| 1927     | Cortina d'Ampezzo            | 1°               | Tore Edman                 | non disputata      | non disputata                 | non disputata                       | non disputata                       | non disputata                         | non disputata                         |
| 1927     | Cortina d'Ampezzo            | 2°               | Willen Dick                | non disputata      | non disputata                 | non disputata                       | non disputata                       | non disputata                         | non disputata                         |
| 1927     | Cortina d'Ampezzo            | 3°               | Bertil Carlsson            | non disputata      | non disputata                 | non disputata                       | non disputata                       | non disputata                         | non disputata                         |
| 1928     | Sankt Moritz                 | 1°               | Alf Andersen               | non disputata      | non disputata                 | non disputata                       | non disputata                       | non disputata                         | non disputata                         |
| 1928     | Sankt Moritz                 | 2°               | Sigmund Ruud               | non disputata      | non disputata                 | non disputata                       | non disputata                       | non disputata                         | non disputata                         |
| 1928     | Sankt Moritz                 | 3°               | Rudolf Burkert             | non disputata      | non disputata                 | non disputata                       | non disputata                       | non disputata                         | non disputata                         |
| 1929     | Zakopane                     | 1°               | Sigmund Ruud               | non disputata      | non disputata                 | non disputata                       | non disputata                       | non disputata                         | non disputata                         |
| 1929     | Zakopane                     | 2°               | Kristian Johansson         | non disputata      | non disputata                 | non disputata                       | non disputata                       | non disputata                         | non disputata                         |
| 1929     | Zakopane                     | 3°               | Hans Kleppen               | non disputata      | non disputata                 | non disputata                       | non disputata                       | non disputata                         | non disputata                         |
| 1930     | Oslo                         | 1°               | Gunnar Andersen            | non disputata      | non disputata                 | non disputata                       | non disputata                       | non disputata                         | non disputata                         |
| 1930     | Oslo                         | 2°               | Reidar Andersen            | non disputata      | non disputata                 | non disputata                       | non disputata                       | non disputata                         | non disputata                         |
| 1930     | Oslo                         | 3°               | Sigmund Ruud               | non disputata      | non disputata                 | non disputata                       | non disputata                       | non disputata                         | non disputata                         |
| 1931     | Oberhof                      | 1°               | Birger Ruud                | non disputata      | non disputata                 | non disputata                       | non disputata                       | non disputata                         | non disputata                         |
| 1931     | Oberhof                      | 2°               | Fritz Kauffmann            | non disputata      | non disputata                 | non disputata                       | non disputata                       | non disputata                         | non disputata                         |
| 1931     | Oberhof                      | 3°               | Sven Selånger              | non disputata      | non disputata                 | non disputata                       | non disputata                       | non disputata                         | non disputata                         |
| 1932     | Lake Placid                  | 1°               | Birger Ruud                | non disputata      | non disputata                 | non disputata                       | non disputata                       | non disputata                         | non disputata                         |
| 1932     | Lake Placid                  | 2°               | Hans Beck                  | non disputata      | non disputata                 | non disputata                       | non disputata                       | non disputata                         | non disputata                         |
| 1932     | Lake Placid                  | 3°               | Kåre Walberg               | non disputata      | non disputata                 | non disputata                       | non disputata                       | non disputata                         | non disputata                         |
| 1933     | Innsbruck                    | 1°               | Marcel Raymond             | non disputata      | non disputata                 | non disputata                       | non disputata                       | non disputata                         | non disputata                         |
| 1933     | Innsbruck                    | 2°               | Rudolf Burkert             | non disputata      | non disputata                 | non disputata                       | non disputata                       | non disputata                         | non disputata                         |
| 1933     | Innsbruck                    | 3°               | Sven Selånger              | non disputata      | non disputata                 | non disputata                       | non disputata                       | non disputata                         | non disputata                         |
| 1934     | Sollefteå                    | 1°               | Kristian Johansson         | non disputata      | non disputata                 | non disputata                       | non disputata                       | non disputata                         | non disputata                         |
| 1934     | Sollefteå                    | 2°               | Arne Hovde                 | non disputata      | non disputata                 | non disputata                       | non disputata                       | non disputata                         | non disputata                         |
| 1934     | Sollefteå                    | 3°               | Sven Selånger              | non disputata      | non disputata                 | non disputata                       | non disputata                       | non disputata                         | non disputata                         |
| 1935     | Vysoké Tatry                 | 1°               | Birger Ruud                | non disputata      | non disputata                 | non disputata                       | non disputata                       | non disputata                         | non disputata                         |
| 1935     | Vysoké Tatry                 | 2°               | Reidar Andersen            | non disputata      | non disputata                 | non disputata                       | non disputata                       | non disputata                         | non disputata                         |
| 1935     | Vysoké Tatry                 | 3°               | Alf Andersen               | non disputata      | non disputata                 | non disputata                       | non disputata                       | non disputata                         | non disputata                         |
| 1936     | Garmisch-Partenkirchen       | 1°               | Birger Ruud                | non disputata      | non disputata                 | non disputata                       | non disputata                       | non disputata                         | non disputata                         |
| 1936     | Garmisch-Partenkirchen       | 2°               | Sven Selånger              | non disputata      | non disputata                 | non disputata                       | non disputata                       | non disputata                         | non disputata                         |
| 1936     | Garmisch-Partenkirchen       | 3°               | Reidar Andersen            | non disputata      | non disputata                 | non disputata                       | non disputata                       | non disputata                         | non disputata                         |
| 1937     | Chamonix                     | 1°               | Birger Ruud                | non disputata      | non disputata                 | non disputata                       | non disputata                       | non disputata                         | non disputata                         |
| 1937     | Chamonix                     | 2°               | Reidar Andersen            | non disputata      | non disputata                 | non disputata                       | non disputata                       | non disputata                         | non disputata                         |
| 1937     | Chamonix                     | 3°               | Sigurd Solid               | non disputata      | non disputata                 | non disputata                       | non disputata                       | non disputata                         | non disputata                         |
| 1938     | Lahti                        | 1°               | Asbjørn Ruud               | non disputata      | non disputata                 | non disputata                       | non disputata                       | non disputata                         | non disputata                         |
| 1938     | Lahti                        | 2°               | Stanisław Marusarz         | non disputata      | non disputata                 | non disputata                       | non disputata                       | non disputata                         | non disputata                         |
| 1938     | Lahti                        | 3°               | Hilmar Myhra               | non disputata      | non disputata                 | non disputata                       | non disputata                       | non disputata                         | non disputata                         |
| 1939     | Zakopane                     | 1°               | Sepp Bradl                 | non disputata      | non disputata                 | non disputata                       | non disputata                       | non disputata                         | non disputata                         |
| 1939     | Zakopane                     | 2°               | Birger Ruud                | non disputata      | non disputata                 | non disputata                       | non disputata                       | non disputata                         | non disputata                         |
| 1939     | Zakopane                     | 3°               | Arnholdt Kongsgård         | non disputata      | non disputata                 | non disputata                       | non disputata                       | non disputata                         | non disputata                         |
| 1948     | Sankt Moritz                 | 1°               | Petter Hugsted             | non disputata      | non disputata                 | non disputata                       | non disputata                       | non disputata                         | non disputata                         |
| 1948     | Sankt Moritz                 | 2°               | Birger Ruud                | non disputata      | non disputata                 | non disputata                       | non disputata                       | non disputata                         | non disputata                         |
| 1948     | Sankt Moritz                 | 3°               | Thorleif Schjelderup       | non disputata      | non disputata                 | non disputata                       | non disputata                       | non disputata                         | non disputata                         |
| 1950     | Lake Placid                  | 1°               | Hans Bjørnstad             | non disputata      | non disputata                 | non disputata                       | non disputata                       | non disputata                         | non disputata                         |
| 1950     | Lake Placid                  | 2°               | Thure Lindgren             | non disputata      | non disputata                 | non disputata                       | non disputata                       | non disputata                         | non disputata                         |
| 1950     | Lake Placid                  | 3°               | Arnfinn Bergmann           | non disputata      | non disputata                 | non disputata                       | non disputata                       | non disputata                         | non disputata                         |
| 1952     | Oslo                         | 1°               | Arnfinn Bergmann           | non disputata      | non disputata                 | non disputata                       | non disputata                       | non disputata                         | non disputata                         |
| 1952     | Oslo                         | 2°               | Torbjørn Falkanger         | non disputata      | non disputata                 | non disputata                       | non disputata                       | non disputata                         | non disputata                         |
| 1952     | Oslo                         | 3°               | Karl Holmström             | non disputata      | non disputata                 | non disputata                       | non disputata                       | non disputata                         | non disputata                         |
| 1954     | Falun                        | 1°               | Matti Pietikäinen          | non disputata      | non disputata                 | non disputata                       | non disputata                       | non disputata                         | non disputata                         |
| 1954     | Falun                        | 2°               | Veikko Heinonen            | non disputata      | non disputata                 | non disputata                       | non disputata                       | non disputata                         | non disputata                         |
| 1954     | Falun                        | 3°               | Bror Östman                | non disputata      | non disputata                 | non disputata                       | non disputata                       | non disputata                         | non disputata                         |
| 1956     | Cortina d'Ampezzo            | 1°               | Antti Hyvärinen            | non disputata      | non disputata                 | non disputata                       | non disputata                       | non disputata                         | non disputata                         |
| 1956     | Cortina d'Ampezzo            | 2°               | Aulis Kallakorpi           | non disputata      | non disputata                 | non disputata                       | non disputata                       | non disputata                         | non disputata                         |
| 1956     | Cortina d'Ampezzo            | 3°               | Harry Glaß                 | non disputata      | non disputata                 | non disputata                       | non disputata                       | non disputata                         | non disputata                         |
| 1958     | Lahti                        | 1°               | Juhani Kärkinen            | non disputata      | non disputata                 | non disputata                       | non disputata                       | non disputata                         | non disputata                         |
| 1958     | Lahti                        | 2°               | Ensio Hyytiä               | non disputata      | non disputata                 | non disputata                       | non disputata                       | non disputata                         | non disputata                         |
| 1958     | Lahti                        | 3°               | Helmut Recknagel           | non disputata      | non disputata                 | non disputata                       | non disputata                       | non disputata                         | non disputata                         |
| 1960     | Squaw Valley                 | 1°               | Helmut Recknagel           | non disputata      | non disputata                 | non disputata                       | non disputata                       | non disputata                         | non disputata                         |
| 1960     | Squaw Valley                 | 2°               | Niilo Halonen              | non disputata      | non disputata                 | non disputata                       | non disputata                       | non disputata                         | non disputata                         |
| 1960     | Squaw Valley                 | 3°               | Otto Leodolter             | non disputata      | non disputata                 | non disputata                       | non disputata                       | non disputata                         | non disputata                         |
| 1962     | Zakopane                     | 1°               | Helmut Recknagel           | 1°                 | Toralf Engan                  | non disputata                       | non disputata                       | non disputata                         | non disputata                         |
| 1962     | Zakopane                     | 2°               | Nikolaj Kamenskij          | 2°                 | Antoni Łaciak                 | non disputata                       | non disputata                       | non disputata                         | non disputata                         |
| 1962     | Zakopane                     | 3°               | Niilo Halonen              | 3°                 | Helmut Recknagel              | non disputata                       | non disputata                       | non disputata                         | non disputata                         |
| 1964     | Innsbruck                    | 1°               | Toralf Engan               | 1°                 | Veikko Kankonen               | non disputata                       | non disputata                       | non disputata                         | non disputata                         |
| 1964     | Innsbruck                    | 2°               | Veikko Kankonen            | 2°                 | Toralf Engan                  | non disputata                       | non disputata                       | non disputata                         | non disputata                         |
| 1964     | Innsbruck                    | 3°               | Toreig Brandtzæg           | 3°                 | Toreig Brandtzæg              | non disputata                       | non disputata                       | non disputata                         | non disputata                         |
| 1966     | Oslo                         | 1°               | Bjørn Wirkola              | 1°                 | Bjørn Wirkola                 | non disputata                       | non disputata                       | non disputata                         | non disputata                         |
| 1966     | Oslo                         | 2°               | Takashi Fujisawa           | 2°                 | Dieter Neuendorf              | non disputata                       | non disputata                       | non disputata                         | non disputata                         |
| 1966     | Oslo                         | 3°               | Kjell Sjöberg              | 3°                 | Paavo Lukkariniemi            | non disputata                       | non disputata                       | non disputata                         | non disputata                         |
| 1968     | Grenoble                     | 1°               | Vladimir Belousov          | 1°                 | Jiří Raška                    | non disputata                       | non disputata                       | non disputata                         | non disputata                         |
| 1968     | Grenoble                     | 2°               | Jiří Raška                 | 2°                 | Reinhold Bachler              | non disputata                       | non disputata                       | non disputata                         | non disputata                         |
| 1968     | Grenoble                     | 3°               | Lars Grini                 | 3°                 | Baldur Preiml                 | non disputata                       | non disputata                       | non disputata                         | non disputata                         |
| 1970     | Vysoké Tatry                 | 1°               | Garij Napalkov             | 1°                 | Garij Napalkov                | non disputata                       | non disputata                       | non disputata                         | non disputata                         |
| 1970     | Vysoké Tatry                 | 2°               | Jiří Raška                 | 2°                 | Yukio Kasaya                  | non disputata                       | non disputata                       | non disputata                         | non disputata                         |
| 1970     | Vysoké Tatry                 | 3°               | Stanisław Gąsienica Daniel | 3°                 | Lars Grini                    | non disputata                       | non disputata                       | non disputata                         | non disputata                         |
| 1972     | Sapporo                      | 1°               | Wojciech Fortuna           | 1°                 | Yukio Kasaya                  | non disputata                       | non disputata                       | non disputata                         | non disputata                         |
| 1972     | Sapporo                      | 2°               | Walter Steiner             | 2°                 | Akitsugu Konno                | non disputata                       | non disputata                       | non disputata                         | non disputata                         |
| 1972     | Sapporo                      | 3°               | Rainer Schmidt             | 3°                 | Seiji Aochi                   | non disputata                       | non disputata                       | non disputata                         | non disputata                         |
| 1974     | Falun                        | 1°               | Hans-Georg Aschenbach      | 1°                 | Hans-Georg Aschenbach         | non disputata                       | non disputata                       | non disputata                         | non disputata                         |
| 1974     | Falun                        | 2°               | Heinz Wossipiwo            | 2°                 | Dietrich Kampf                | non disputata                       | non disputata                       | non disputata                         | non disputata                         |
| 1974     | Falun                        | 3°               | Rudolf Höhnl               | 3°                 | Aleksej Borovitin             | non disputata                       | non disputata                       | non disputata                         | non disputata                         |
| 1976     | Innsbruck                    | 1°               | Karl Schnabl               | 1°                 | Hans-Georg Aschenbach         | non disputata                       | non disputata                       | non disputata                         | non disputata                         |
| 1976     | Innsbruck                    | 2°               | Toni Innauer               | 2°                 | Jochen Danneberg              | non disputata                       | non disputata                       | non disputata                         | non disputata                         |
| 1976     | Innsbruck                    | 3°               | Henry Glaß                 | 3°                 | Karl Schnabl                  | non disputata                       | non disputata                       | non disputata                         | non disputata                         |
| 1978     | Lahti                        | 1°               | Tapio Räisänen             | 1°                 | Matthias Buse                 | non disputata                       | non disputata                       | non disputata                         | non disputata                         |
| 1978     | Lahti                        | 2°               | Alois Lipburger            | 2°                 | Henry Glaß                    | non disputata                       | non disputata                       | non disputata                         | non disputata                         |
| 1978     | Lahti                        | 3°               | Falko Weißpflog            | 3°                 | Aleksej Borovitin             | non disputata                       | non disputata                       | non disputata                         | non disputata                         |
| 1980     | Lake Placid Falun            | 1°               | Jouko Törmänen             | 1°                 | Toni Innauer                  | non disputata                       | non disputata                       | non disputata                         | non disputata                         |
| 1980     | Lake Placid Falun            | 2°               | Hubert Neuper              | 2°                 | Manfred Deckert Hirokazu Yagi | non disputata                       | non disputata                       | non disputata                         | non disputata                         |
| 1980     | Lake Placid Falun            | 3°               | Jari Puikkonen             | 2°                 | Manfred Deckert Hirokazu Yagi | non disputata                       | non disputata                       | non disputata                         | non disputata                         |
| 1982     | Oslo                         | 1°               | Matti Nykänen              | 1°                 | Armin Kogler                  | 1°                                  | Norvegia                            | non disputata                         | non disputata                         |
| 1982     | Oslo                         | 2°               | Olav Hansson               | 2°                 | Jari Puikkonen                | 2°                                  | Austria                             | non disputata                         | non disputata                         |
| 1982     | Oslo                         | 3°               | Armin Kogler               | 3°                 | Ole Bremseth                  | 3°                                  | Finlandia                           | non disputata                         | non disputata                         |
| 1984     | Sarajevo Rovaniemi Engelberg | 1°               | Matti Nykänen              | 1°                 | Jens Weißflog                 | 1°                                  | Finlandia                           | non disputata                         | non disputata                         |
| 1984     | Sarajevo Rovaniemi Engelberg | 2°               | Jens Weißflog              | 2°                 | Matti Nykänen                 | 2°                                  | Germania Est                        | non disputata                         | non disputata                         |
| 1984     | Sarajevo Rovaniemi Engelberg | 3°               | Pavel Ploc                 | 3°                 | Jari Puikkonen                | 3°                                  | Cecoslovacchia                      | non disputata                         | non disputata                         |
| 1985     | Seefeld in Tirol             | 1°               | Per Bergerud               | 1°                 | Jens Weißflog                 | 1°                                  | Finlandia                           | non disputata                         | non disputata                         |
| 1985     | Seefeld in Tirol             | 2°               | Jari Puikkonen             | 2°                 | Andreas Felder                | 2°                                  | Austria                             | non disputata                         | non disputata                         |
| 1985     | Seefeld in Tirol             | 3°               | Matti Nykänen              | 3°                 | Per Bergerud                  | 3°                                  | Germania Est                        | non disputata                         | non disputata                         |
| 1987     | Oberstdorf                   | 1°               | Andreas Felder             | 1°                 | Jiří Parma                    | 1°                                  | Finlandia                           | non disputata                         | non disputata                         |
| 1987     | Oberstdorf                   | 2°               | Vegard Opaas               | 2°                 | Matti Nykänen                 | 2°                                  | Norvegia                            | non disputata                         | non disputata                         |
| 1987     | Oberstdorf                   | 3°               | Ernst Vettori              | 3°                 | Vegard Opaas                  | 3°                                  | Austria                             | non disputata                         | non disputata                         |
| 1989     | Lahti                        | 1°               | Jari Puikkonen             | 1°                 | Jens Weißflog                 | 1°                                  | Finlandia                           | non disputata                         | non disputata                         |
| 1989     | Lahti                        | 2°               | Jens Weißflog              | 2°                 | Ari-Pekka Nikkola             | 2°                                  | Norvegia                            | non disputata                         | non disputata                         |
| 1989     | Lahti                        | 3°               | Matti Nykänen              | 3°                 | Heinz Kuttin                  | 3°                                  | Cecoslovacchia                      | non disputata                         | non disputata                         |
| 1991     | Val di Fiemme                | 1°               | Franci Petek               | 1°                 | Heinz Kuttin                  | 1°                                  | Austria                             | non disputata                         | non disputata                         |
| 1991     | Val di Fiemme                | 2°               | Rune Olijnyk               | 2°                 | Kent Johanssen                | 2°                                  | Finlandia                           | non disputata                         | non disputata                         |
| 1991     | Val di Fiemme                | 3°               | Jens Weißflog              | 3°                 | Ari-Pekka Nikkola             | 3°                                  | Germania                            | non disputata                         | non disputata                         |
| 1993     | Falun                        | 1°               | Espen Bredesen             | 1°                 | Masahiko Harada               | 1°                                  | Norvegia                            | non disputata                         | non disputata                         |
| 1993     | Falun                        | 2°               | Jaroslav Sakala            | 2°                 | Andreas Goldberger            | 2°                                  | Rep. Ceca                           | non disputata                         | non disputata                         |
| 1993     | Falun                        | 3°               | Andreas Goldberger         | 3°                 | Jaroslav Sakala               | 3°                                  | Austria                             | non disputata                         | non disputata                         |
| 1995     | Thunder Bay                  | 1°               | Tommy Ingebrigtsen         | 1°                 | Takanobu Okabe                | 1°                                  | Finlandia                           | non disputata                         | non disputata                         |
| 1995     | Thunder Bay                  | 2°               | Andreas Goldberger         | 2°                 | Hiroya Saitō                  | 2°                                  | Germania                            | non disputata                         | non disputata                         |
| 1995     | Thunder Bay                  | 3°               | Jens Weißflog              | 3°                 | Mika Laitinen                 | 3°                                  | Giappone                            | non disputata                         | non disputata                         |
| 1997     | Trondheim                    | 1°               | Masahiko Harada            | 1°                 | Janne Ahonen                  | 1°                                  | Finlandia                           | non disputata                         | non disputata                         |
| 1997     | Trondheim                    | 2°               | Dieter Thoma               | 2°                 | Masahiko Harada               | 2°                                  | Giappone                            | non disputata                         | non disputata                         |
| 1997     | Trondheim                    | 3°               | Sylvain Freiholz           | 3°                 | Andreas Goldberger            | 3°                                  | Germania                            | non disputata                         | non disputata                         |
| 1999     | Ramsau am Dachstein          | 1°               | Martin Schmitt             | 1°                 | Kazuyoshi Funaki              | 1°                                  | Germania                            | non disputata                         | non disputata                         |
| 1999     | Ramsau am Dachstein          | 2°               | Sven Hannawald             | 2°                 | Hideharu Miyahira             | 2°                                  | Giappone                            | non disputata                         | non disputata                         |
| 1999     | Ramsau am Dachstein          | 3°               | Hideharu Miyahira          | 3°                 | Masahiko Harada               | 3°                                  | Austria                             | non disputata                         | non disputata                         |
| 2001     | Lahti                        | 1°               | Martin Schmitt             | 1°                 | Adam Małysz                   | 1°                                  | Germania                            | 1°                                    | Austria                               |
| 2001     | Lahti                        | 2°               | Adam Małysz                | 2°                 | Martin Schmitt                | 2°                                  | Finlandia                           | 2°                                    | Finlandia                             |
| 2001     | Lahti                        | 3°               | Janne Ahonen               | 3°                 | Martin Höllwarth              | 3°                                  | Germania                            | 3°                                    | Austria                               |
| 2003     | Val di Fiemme                | 1°               | Adam Małysz                | 1°                 | Adam Małysz                   | 1°                                  | Finlandia                           | non disputata                         | non disputata                         |
| 2003     | Val di Fiemme                | 2°               | Matti Hautamäki            | 2°                 | Tommy Ingebrigtsen            | 2°                                  | Giappone                            | non disputata                         | non disputata                         |
| 2003     | Val di Fiemme                | 3°               | Noriaki Kasai              | 3°                 | Noriaki Kasai                 | 3°                                  | Norvegia                            | non disputata                         | non disputata                         |
| 2005     | Oberstdorf                   | 1°               | Janne Ahonen               | 1°                 | Rok Benkovič                  | 1°                                  | Austria                             | 1°                                    | Austria                               |
| 2005     | Oberstdorf                   | 2°               | Roar Ljøkelsøy             | 2°                 | Jakub Janda                   | 2°                                  | Finlandia                           | 2°                                    | Germania                              |
| 2005     | Oberstdorf                   | 3°               | Jakub Janda                | 3°                 | Janne Ahonen                  | 3°                                  | Norvegia                            | 3°                                    | Slovenia                              |
| 2007     | Sapporo                      | 1°               | Simon Ammann               | 1°                 | Adam Małysz                   | 1°                                  | Austria                             | non disputata                         | non disputata                         |
| 2007     | Sapporo                      | 2°               | Harri Olli                 | 2°                 | Simon Ammann                  | 2°                                  | Norvegia                            | non disputata                         | non disputata                         |
| 2007     | Sapporo                      | 3°               | Roar Ljøkelsøy             | 3°                 | Thomas Morgenstern            | 3°                                  | Giappone                            | non disputata                         | non disputata                         |
| 2009     | Liberec                      | 1°               | Andreas Küttel             | 1°                 | Wolfgang Loitzl               | 1°                                  | Austria                             | non disputata                         | non disputata                         |
| 2009     | Liberec                      | 2°               | Martin Schmitt             | 2°                 | Gregor Schlierenzauer         | 2°                                  | Norvegia                            | non disputata                         | non disputata                         |
| 2009     | Liberec                      | 3°               | Anders Jacobsen            | 3°                 | Simon Ammann                  | 3°                                  | Giappone                            | non disputata                         | non disputata                         |
| 2011     | Oslo                         | 1°               | Gregor Schlierenzauer      | 1°                 | Thomas Morgenstern            | 1°                                  | Austria                             | 1°                                    | Austria                               |
| 2011     | Oslo                         | 2°               | Thomas Morgenstern         | 2°                 | Andreas Kofler                | 2°                                  | Norvegia                            | 2°                                    | Norvegia                              |
| 2011     | Oslo                         | 3°               | Simon Ammann               | 3°                 | Adam Małysz                   | 3°                                  | Slovenia                            | 3°                                    | Germania                              |
| 2013     | Val di Fiemme                | 1°               | Kamil Stoch                | 1°                 | Anders Bardal                 | 1°                                  | Austria                             | non disputata                         | non disputata                         |
| 2013     | Val di Fiemme                | 2°               | Peter Prevc                | 2°                 | Gregor Schlierenzauer         | 2°                                  | Germania                            | non disputata                         | non disputata                         |
| 2013     | Val di Fiemme                | 3°               | Anders Jacobsen            | 3°                 | Peter Prevc                   | 3°                                  | Polonia                             | non disputata                         | non disputata                         |
| 2015     | Falun                        | 1°               | Severin Freund             | 1°                 | Rune Velta                    | 1°                                  | Norvegia                            | non disputata                         | non disputata                         |
| 2015     | Falun                        | 2°               | Gregor Schlierenzauer      | 2°                 | Severin Freund                | 2°                                  | Austria                             | non disputata                         | non disputata                         |
| 2015     | Falun                        | 3°               | Rune Velta                 | 3°                 | Stefan Kraft                  | 3°                                  | Polonia                             | non disputata                         | non disputata                         |
| 2017     | Lahti                        | 1°               | Stefan Kraft               | 1°                 | Stefan Kraft                  | 1°                                  | Polonia                             | non disputata                         | non disputata                         |
| 2017     | Lahti                        | 2°               | Andreas Wellinger          | 2°                 | Andreas Wellinger             | 2°                                  | Norvegia                            | non disputata                         | non disputata                         |
| 2017     | Lahti                        | 3°               | Piotr Żyła                 | 3°                 | Markus Eisenbichler           | 3°                                  | Austria                             | non disputata                         | non disputata                         |
| 2019     | Seefeld in Tirol             | 1°               | Markus Eisenbichler        | 1°                 | Dawid Kubacki                 | 1°                                  | Germania                            | non disputata                         | non disputata                         |
| 2019     | Seefeld in Tirol             | 2°               | Karl Geiger                | 2°                 | Kamil Stoch                   | 2°                                  | Austria                             | non disputata                         | non disputata                         |
| 2019     | Seefeld in Tirol             | 3°               | Killian Peier              | 3°                 | Stefan Kraft                  | 3°                                  | Giappone                            | non disputata                         | non disputata                         |
| 2021     | Oberstdorf                   | 1°               | Stefan Kraft               | 1°                 | Piotr Żyła                    | 1°                                  | Germania                            | non disputata                         | non disputata                         |
| 2021     | Oberstdorf                   | 2°               | Robert Johansson           | 2°                 | Karl Geiger                   | 2°                                  | Austria                             | non disputata                         | non disputata                         |
| 2021     | Oberstdorf                   | 3°               | Karl Geiger                | 3°                 | Anže Lanišek                  | 3°                                  | Polonia                             | non disputata                         | non disputata                         |
| 2023     | Planica                      | 1º               | Timi Zajc                  | 1º                 | Piotr Żyła                    | 1º                                  | Slovenia                            | non disputata                         | non disputata                         |
| 2023     | Planica                      | 2º               | Ryōyū Kobayashi            | 2º                 | Andreas Wellinger             | 2º                                  | Norvegia                            | non disputata                         | non disputata                         |
| 2023     | Planica                      | 3º               | Dawid Kubacki              | 3º                 | Karl Geiger                   | 3º                                  | Austria                             | non disputata                         | non disputata                         |

### Donne
| Edizione | Località         | Trampolino lungo | Trampolino lungo   | Trampolino normale | Trampolino normale         | Gare a squadre dal trampolino normale | Gare a squadre dal trampolino normale |
| -------- | ---------------- | ---------------- | ------------------ | ------------------ | -------------------------- | ------------------------------------- | ------------------------------------- |
| 2009     | Liberec          | non disputata    | non disputata      | 1°                 | Lindsey Van                | non disputata                         | non disputata                         |
| 2009     | Liberec          | non disputata    | non disputata      | 2°                 | Ulrike Gräßler             | non disputata                         | non disputata                         |
| 2009     | Liberec          | non disputata    | non disputata      | 3°                 | Anette Sagen               | non disputata                         | non disputata                         |
| 2011     | Oslo             | non disputata    | non disputata      | 1°                 | Daniela Iraschko           | non disputata                         | non disputata                         |
| 2011     | Oslo             | non disputata    | non disputata      | 2°                 | Elena Runggaldier          | non disputata                         | non disputata                         |
| 2011     | Oslo             | non disputata    | non disputata      | 3°                 | Coline Mattel              | non disputata                         | non disputata                         |
| 2013     | Val di Fiemme    | non disputata    | non disputata      | 1°                 | Sarah Hendrickson          | non disputata                         | non disputata                         |
| 2013     | Val di Fiemme    | non disputata    | non disputata      | 2°                 | Sara Takanashi             | non disputata                         | non disputata                         |
| 2013     | Val di Fiemme    | non disputata    | non disputata      | 3°                 | Jacqueline Seifriedsberger | non disputata                         | non disputata                         |
| 2015     | Falun            | non disputata    | non disputata      | 1°                 | Carina Vogt                | non disputata                         | non disputata                         |
| 2015     | Falun            | non disputata    | non disputata      | 2°                 | Yūki Itō                   | non disputata                         | non disputata                         |
| 2015     | Falun            | non disputata    | non disputata      | 3°                 | Daniela Iraschko           | non disputata                         | non disputata                         |
| 2017     | Lahti            | non disputata    | non disputata      | 1°                 | Carina Vogt                | non disputata                         | non disputata                         |
| 2017     | Lahti            | non disputata    | non disputata      | 2°                 | Yūki Itō                   | non disputata                         | non disputata                         |
| 2017     | Lahti            | non disputata    | non disputata      | 3°                 | Sara Takanashi             | non disputata                         | non disputata                         |
| 2019     | Seefeld in Tirol | non disputata    | non disputata      | 1°                 | Carina Vogt                | 1°                                    | Germania                              |
| 2019     | Seefeld in Tirol | non disputata    | non disputata      | 2°                 | Yūki Itō                   | 2°                                    | Austria                               |
| 2019     | Seefeld in Tirol | non disputata    | non disputata      | 3°                 | Daniela Iraschko           | 3°                                    | Norvegia                              |
| 2021     | Oberstdorf       | 1°               | Maren Lundby       | 1°                 | Ema Klinec                 | 1°                                    | Austria                               |
| 2021     | Oberstdorf       | 2°               | Sara Takanashi     | 2°                 | Maren Lundby               | 2°                                    | Slovenia                              |
| 2021     | Oberstdorf       | 3°               | Nika Križnar       | 3°                 | Sara Takanashi             | 3°                                    | Norvegia                              |
| 2023     | Planica          | 1°               | Alexandria Loutitt | 1°                 | Katharina Althaus          | 1°                                    | Germania                              |
| 2023     | Planica          | 2°               | Maren Lundby       | 2°                 | Eva Pinkelnig              | 2°                                    | Austria                               |
| 2023     | Planica          | 3°               | Katharina Althaus  | 3°                 | Anna Odine Strøm           | 3°                                    | Norvegia                              |

### Misto
| Edizione | Località         | Gara a squadre dal trampolino normale | Gara a squadre dal trampolino normale |
| -------- | ---------------- | ------------------------------------- | ------------------------------------- |
| 2013     | Val di Fiemme    | 1°                                    | Giappone                              |
| 2013     | Val di Fiemme    | 2°                                    | Austria                               |
| 2013     | Val di Fiemme    | 3°                                    | Germania                              |
| 2015     | Falun            | 1°                                    | Germania                              |
| 2015     | Falun            | 2°                                    | Norvegia                              |
| 2015     | Falun            | 3°                                    | Giappone                              |
| 2017     | Lahti            | 1°                                    | Germania                              |
| 2017     | Lahti            | 2°                                    | Austria                               |
| 2017     | Lahti            | 3°                                    | Giappone                              |
| 2019     | Seefeld in Tirol | 1°                                    | Germania                              |
| 2019     | Seefeld in Tirol | 2°                                    | Austria                               |
| 2019     | Seefeld in Tirol | 3°                                    | Norvegia                              |
| 2021     | Oberstdorf       | 1°                                    | Austria                               |
| 2021     | Oberstdorf       | 2°                                    | Slovenia                              |
| 2021     | Oberstdorf       | 3°                                    | Norvegia                              |
| 2023     | Planica          | 1º                                    | Germania                              |
| 2023     | Planica          | 2º                                    | Norvegia                              |
| 2023     | Planica          | 3º                                    | Slovenia                              |

## Medagliere per nazioni

### Generale
| Pos. | Nazione          | Oro | Argento | Bronzo | Totale |
| ---- | ---------------- | --- | ------- | ------ | ------ |
| 1    | Norvegia         | 28  | 33      | 32     | 93     |
| 2    | Austria          | 23  | 24      | 21     | 68     |
| 3    | Germania         | 20  | 13      | 12     | 45     |
| 4    | Finlandia        | 18  | 16      | 11     | 45     |
| 5    | Polonia          | 10  | 4       | 7      | 21     |
| 6    | Germania Est     | 8   | 9       | 6      | 23     |
| 7    | Giappone         | 6   | 16      | 13     | 35     |
| 8    | Slovenia         | 4   | 3       | 6      | 13     |
| 9    | Cecoslovacchia   | 3   | 4       | 6      | 13     |
| 10   | Svizzera         | 3   | 3       | 4      | 10     |
| 11   | Unione Sovietica | 3   | 1       | 2      | 6      |
| 12   | Stati Uniti      | 2   | 0       | 1      | 3      |
| 13   | Svezia           | 1   | 2       | 6      | 9      |
| 14   | Canada           | 1   | 0       | 0      | 1      |
| 14   | Jugoslavia       | 1   | 0       | 0      | 1      |
| 16   | Rep. Ceca        | 0   | 3       | 2      | 5      |
| 17   | Italia           | 0   | 1       | 0      | 1      |
| 18   | Francia          | 0   | 0       | 1      | 1      |

### Uomini
| Pos. | Nazione          | Oro | Argento | Bronzo | Totale |
| ---- | ---------------- | --- | ------- | ------ | ------ |
| 1    | Norvegia         | 27  | 29      | 25     | 81     |
| 2    | Austria          | 20  | 18      | 18     | 56     |
| 3    | Finlandia        | 18  | 16      | 11     | 45     |
| 4    | Germania         | 10  | 12      | 10     | 32     |
| 5    | Polonia          | 10  | 4       | 7      | 21     |
| 6    | Germania Est     | 8   | 9       | 6      | 23     |
| 7    | Giappone         | 5   | 11      | 9      | 25     |
| 8    | Cecoslovacchia   | 3   | 4       | 6      | 13     |
| 9    | Svizzera         | 3   | 3       | 4      | 10     |
| 10   | Slovenia         | 3   | 1       | 4      | 8      |
| 11   | Unione Sovietica | 3   | 1       | 2      | 6      |
| 12   | Svezia           | 1   | 2       | 6      | 9      |
| 13   | Jugoslavia       | 1   | 0       | 0      | 1      |
| 14   | Rep. Ceca        | 0   | 3       | 2      | 5      |
| 15   | Stati Uniti      | 0   | 0       | 1      | 1      |

### Donne
| Pos. | Nazione     | Oro | Argento | Bronzo | Totale |
| ---- | ----------- | --- | ------- | ------ | ------ |
| 1    | Germania    | 6   | 1       | 1      | 8      |
| 2    | Austria     | 2   | 3       | 3      | 8      |
| 3    | Stati Uniti | 2   | 0       | 0      | 2      |
| 4    | Norvegia    | 1   | 2       | 5      | 8      |
| 5    | Slovenia    | 1   | 1       | 1      | 3      |
| 6    | Canada      | 1   | 0       | 0      | 1      |
| 7    | Giappone    | 0   | 5       | 2      | 7      |
| 8    | Italia      | 0   | 1       | 0      | 1      |
| 9    | Francia     | 0   | 0       | 1      | 1      |

### Misto
| Pos. | Nazione  | Oro | Argento | Bronzo | Totale |
| ---- | -------- | --- | ------- | ------ | ------ |
| 1    | Germania | 4   | 0       | 1      | 5      |
| 2    | Austria  | 1   | 3       | 0      | 4      |
| 3    | Giappone | 1   | 0       | 2      | 3      |
| 4    | Norvegia | 0   | 2       | 2      | 4      |
| 5    | Slovenia | 0   | 1       | 1      | 2      |